# Laurel & Hardy (videogioco)
Laurel & Hardy, presentato come Larry Harmon's Laurel & Hardy (dal nome del produttore che deteneva i diritti sui personaggi), è un videogioco sul duo comico Stanlio e Ollio pubblicato nel 1987 per Commodore 64 dall'editrice britannica Advance Software.
Come genere di gioco venne spesso paragonato a Spy vs Spy, ma con molto meno successo; venne giudicato piuttosto negativamente da alcune riviste dell'epoca, soprattutto per la scarsa giocabilità.

## Modalità di gioco
Stanlio e Ollio hanno avuto un battibecco e il loro obiettivo è prendersi reciprocamente a torte in faccia. I due personaggi possono essere controllati da due giocatori in competizione, oppure un giocatore può controllarne uno a scelta contro il computer, o si può anche osservare una partita computer contro computer. La sfida avviene sulle strade intricate di una cittadina, dove i due possono trovare le torte e altri oggetti utilizzabili per intralciare l'avversario.
La schermata di gioco mostra in alto la visuale di Ollio e in basso la visuale di Stanlio, entrambe visibili anche in giocatore singolo. Le visuali sono bidimensionali e laterali, in bianco e nero, con la strada attuale mostrata a scorrimento orizzontale, indipendentemente dal suo effettivo orientamento nella città. La fascia centrale dello schermo mostra per ciascun personaggio l'inventario con le icone degli oggetti trasportati, la minimappa con la pianta delle strade nei dintorni della posizione attuale (se il personaggio si è procurato una cartina), e l'icona della faccia il cui colore rappresenta il livello di sete. Nel mezzo, a puro scopo decorativo, un pianista animato suona la colonna sonora, basata sul tema Dance of The Cuckoos tipico di Stanlio e Ollio.
Il giocatore può far correre il proprio personaggio a destra e sinistra, a diverse velocità e con inerzia, cambiare strada agli incroci, e quando è fermo selezionare tra le eventuali opzioni di azione, che appaiono come le didascalie di un film muto. Esplorando il grande ambiente della città, si deve trovare la pasticceria per procurarsi la torta e quindi trovare l'avversario per lanciargliela; il numero di torte necessario per la vittoria viene stabilito a inizio partita. La fatica fa aumentare la sete e bisogna periodicamente trovare un bar per bere, altrimenti si viene rallentati. Altri oggetti utili da trovare includono una bicicletta che permette movimenti più rapidi, cocci di vetro per contrastare la bicicletta, cuscinetti a sfera da piazzare per far scivolare l'avversario, un cane che può azzannare l'avversario.